# 고원중
고원중(高元重, 1967년 10월 20일 ~ 2019년 8월 21일~)은 대한민국의 의사이자 대학 교수였고 유족은 고 교수가 생전 만성 과로에 시달렸고 괴롭힘을 당해 스스로 목숨을 끊었다.

## 학력
- 1985년 ~ 1993년 서울대학교 의학과 (졸업)
- 1993년 ~ 1997년 서울대학교 대학원 의학과 (졸업)
- 1997년 ~ 2003년 서울대학교 대학원 의학과 (졸업)

## 경력
- 2015.4 삼성서울병원 호흡기내과분과장
- 2014.4 성균관대학교 의과대학 내과학교실 교수
- 삼성서울병원 호흡기내과 전문의
- 아시아태평양호흡기학회
- 대한내과학회
- 대한 결핵 및 호흡기 학회
- 국제항결핵 및 폐질환 연맹
- 미국흉부학회
- 2009.8~2010.7 미국 National Jewish Medical and Research Center 연수
- 2008.4~2014.3 성균관대학교 의과대학 내과학교실 부교수
- 2008.4~2014.3 삼성서울병원 호흡기내과 부교수
- 2004.3~2008.3 성균관대학교 의과대학 내과학교실 조교수
- 2003.9~2004.2 성균관대학교 의과대학 내과학교실 임상조교수
- 2003.3~2004.2 삼성서울병원 호흡기내과 임상전임강사
- 2001.5~2003.2 삼성서울병원 호흡기내과 전임의
- 1999.5~2001.4 한국보건산업진흥원 보건의료기술연구기획평가단 공중보건의사
- 1998.4~1999.4 국립환경과학원 환경역학조사과 공중보건의사
- 1994.3~1998.2 서울대학교병원 내과 레지던트
- 1993.3~1994.2 서울대학교병원 인턴